# Jan Björklund

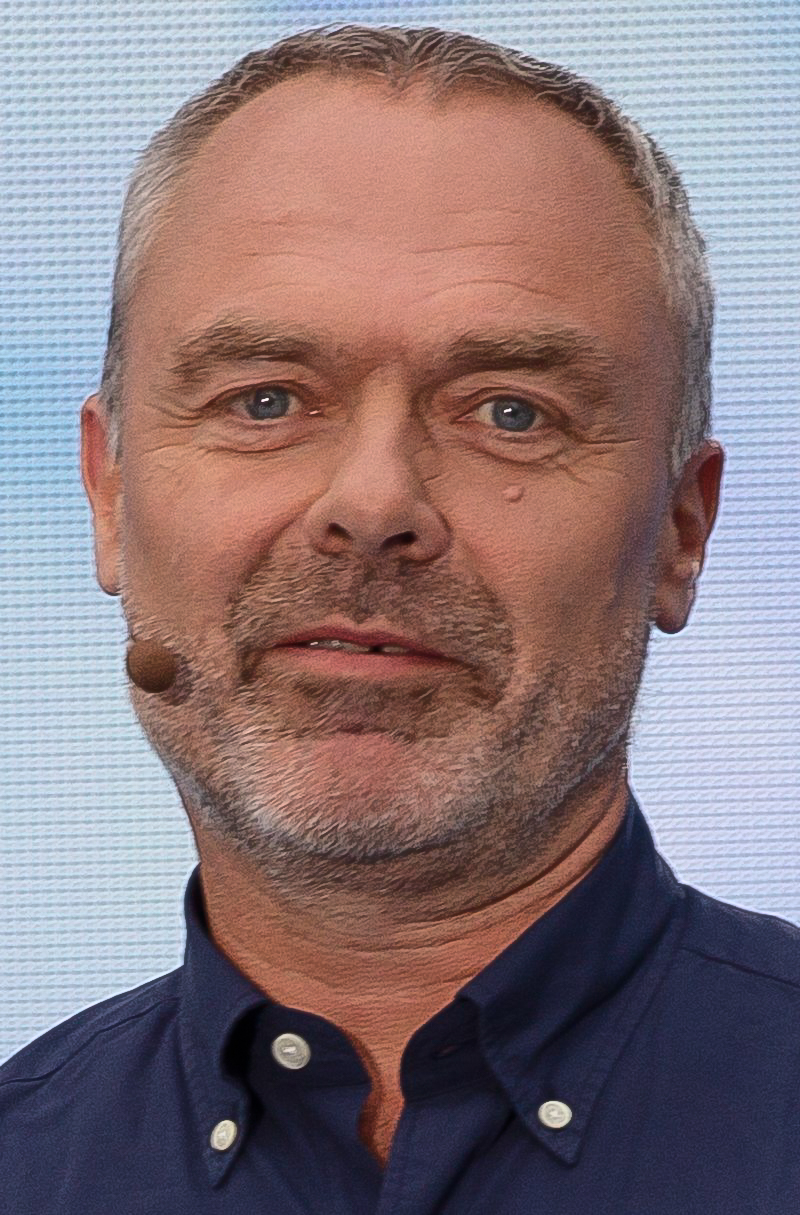
Jan Björklund (2018)

Jan Arne Björklund (* 18. April 1962 in Skene, Gemeinde Mark, Västra Götalands län) ist ein schwedischer Politiker (Liberalerna).

## Leben
Nach seiner Wahl zum Reichstagsabgeordneten 2006 wurde er im gleichen Jahr Minister für Schulfragen in der Regierung Reinfeldt und war von 2007 bis zum Regierungswechsel 2014 Chef des Bildungsministeriums. Am 7. September 2007 wurde er zum Parteivorsitzenden der liberalen Folkpartiet liberalerna (FP) gewählt und trat die Nachfolge von Lars Leijonborg an. Bei den Reichstagswahlen am 19. September 2010 erhielt die Partei mehr Stimmen als die Centerpartiet, so dass Jan Björklund am 5. Oktober 2010 das Amt des stellvertretenden Ministerpräsidenten von Maud Olofsson übernahm und es bis 2014 behielt. Noch bis 2019 war er Mitglied des Reichstags.
Seit 2020 wirkt Björklund als Botschafter in Italien. Im Mai 2025 wurde bekannt gegeben, dass er am 1. Januar 2026 das Amt des Reichsmarschalls antreten wird.